# Милослава Мисакова
Милослава Мисакова (чеськ. Miloslava Misáková, 25 лютого 1922, Південноморавський край — 1 липня 2015, Прага) — чехословацька гімнастка, олімпійська чемпіонка.

## Біографічні дані
Милослава Мисакова входила до складу збірної Чехословаччини зі спортивної гімнастики на Олімпіаді 1948 і зайняла 1-ше місце в командному заліку. В індивідуальному заліку вона поділила 4-те — 5-те місця. Також поділила 2-ге — 3-тє місця у вправах на колоді та 4-те — 5-те місця у вправах на кільцях і була 36-ю в опорному стрибку. Але через те, що до Олімпійських ігор 1952 жінки-гімнастки не отримували на Олімпіадах медалі в індивідуальному заліку, Милослава Мисакова отримала лише одну золоту медаль у команді, не отримавши медаль за вправи на колоді.
Милослава Мисакова мала молодшу сестру Елішку Мисакову, яка теж входила до складу олімпійської збірної Чехословаччини зі спортивної гімнастики, але якій по прибуттю до Лондона був поставлений діагноз поліомієліт, і вона померла в лікарні в перший день змагань гімнасток.